# The Church of Satan (bok)
The Church of Satan: A History of the World's Most Notorious Religion är en bok skriven av Blanche Barton. Den publicerades av Hell's Kitchen Producions den 1 november 1990. (ISBN 0-9623286-2-6)

## Innehåll

### Kapitel
1. Let the Games Begin
2. Diabolical Consequences
3. The Modern Prometheus
4. What Demons Conjured?
5. Satanism in Theory and Practice
6. Satan's Master Plan
7. How to Perform Satanic Rituals
8. Guidelines for Grottos and Groups

### Satanisk musik
I Appendix II, "Satanic Music: That Old Black Magic", finns en lista på populära "Satan-sånger", sånger om självmord och klassiska musikstycken där associationer med Satan ges. 

#### Djävulssånger
- "At The Devil's Ball" (av Irving Berlin)
- "Bewitched, Bothered and Bewildered"
- "Devil and the Deep Blue Sea"
- "Devil May Care"
- "Devil's Question"
- "Dream Lover" (tidig version av Victor Schertzinger)
- "Get Thee Behind Me Satan"
- "Ghost Riders in the Sky"
- "He's a Devil in His Own Home Town"
- "It's Magic"
- "Jezebel"
- "My Sin"
- "Old Devil Moon"
- "On the Level, You're a Devil"
- "Pack Up Your Sins and Go to The Devil" (by Irving Berlin)
- "Pagan Love Song"
- "Satan Takes a Holiday"
- "Satanic Blues"
- "Sinner"
- "Stay Down Here Where You Belong" (by Irving Berlin)
- "Strange Enchantment"
- "Taboo (sång)"
- "That Old Black Magic"
- "Witchcraft"

#### Självmordssånger
- "Blue Prelude"
- "Black Moonlight"
- "Gloomy Sunday"
- "Goodnight, Irene"
- "Here Lies Love"

#### Klassisk musik
- Daniel Auber — Fra Diavolo
- Johann Sebastian Bach — Toccata and Fugue in D Minor
- Hector Berlioz — Symphonie Fantastique, Funeral and Triumphal Symphony
- Frederic Chopin
- Paul Dukas — The Sorcerer's Apprentice
- Georges Enesco
- Franz Liszt — Mephisto Waltz, Faust Symphony, Dante Symphony
- Felix Mendelssohn — A Midsummer Night's Dream, Die erste Walpurgisnacht
- Wolfgang Amadeus Mozart — Don Giovanni
- Modest Musorgskij — Night on Bald Mountain
- Giacomo Puccini
- Nikolaj Rimskij-Korsakov — Russian Easter Overture
- Camille Saint-Saëns — Danse Macabre, Omphale's Spinning Wheel
- Jean Sibelius — Valse Triste, Finlandia
- Richard Strauss — Don Juan, Thus Spoke Zarathustra, Ein Heldenleben
- Igor Stravinskij — The Firebird, The Rite of Spring
- Giuseppe Verdi
- Richard Wagner — The Ring of the Nibelung